# ゲエズ語
ゲエズ語（ゲエズご、ゲエズ語: ግዕዝ、ゲエズ語ラテン翻字: Gə'(ə)z、発音 [ˈɡɨʕ(ɨ)z] ( 音声ファイル)、Ge'ez）は、南セム諸語に属するエチオピアおよびエリトリアの古典語。エチオピア・セム諸語のうちでもっとも古い文献をもつ言語であり、話し言葉として消滅した後もキリスト教の典礼言語および公式の文章語として使われ続けた。ゲーズ語、古代エチオピア語とも呼ぶ。

## 歴史
後にゲエズ語が使用された地域には、紀元前に南アラビアの植民地が発達した。後のアクスム王国の首都になったアクスムの近郊であるイェハに、紀元前500年ごろの古代南アラビア語で書かれた碑文が残っている。しかし、エチオピア・セム諸語が古代南アラビア語から直接発達したわけではない。
アクスム王によるゲエズ語で書かれた長文の碑文が十数個残っており、4-5世紀ごろのエザナ1世とエザナ2世のものがもっとも重要である。このうち6つは子音のみを記す南アラビア文字で、3つは子音のみを記すゲエズ文字（エチオピア文字）で、4つは母音記号を加えたゲエズ文字で書かれている。エザナ2世の初期まではキリスト教徒ではなかったが、後期は一神教（おそらくキリスト教）に改宗し、その子孫は明らかにキリスト教徒である。もっとも新しい碑文は9-11世紀ごろのものと考えられる。ほかにこの時代の短いゲエズ語碑文が230ほど残る。
10世紀以前に書かれた文献は主にキリスト教の宣教のためのものであり、聖書（外典を含む）の翻訳、典礼用の文章、聖人伝、教父の著書の断片、パコミウスの修道規則のゲエズ語版を含む。その大部分はギリシア語からの翻訳・翻案である。
アクスム王国が滅亡した10世紀にはすでに生きた言語としてのゲエズ語は消滅していたと考えられる。しかしその後もエチオピア正教会の典礼言語として用いられ、また19世紀末まで実質上エチオピアの唯一の公式の文章語でありつづけた。
西暦1000年ごろにエチオピアはエジプトとの関係を確立し、それから1945年までエチオピアのアブナ（大司教）はアレクサンドリア総主教庁（コプト正教会）によってエジプト人が任命されていた。この時代には主にアラビア語から翻訳されたキリスト教文学が花開き、加えてエチオピア独自の世俗文学や宮廷文学が出現した。
現在でもエチオピア正教会、エリトリア正教会、エチオピア・カトリック教会およびさらにファラーシャ族の奉神礼・典礼での主要な言葉として残っている。しかし、エチオピアではアムハラ語（現代のエチオピアの主な共通語）あるいは他の現地語が、エリトリアおよびエチオピアのティグレ州ではティグリニャ語が、説教に用いられることがある。

## 音声
ゲエズ語には30種類の子音がある。現在のエチオピアでの伝統的発音はアムハラ語の影響を強く受けており、ゲエズ語本来の音声がどのようであったかは不明な点も多い。
いわゆるセム語の強勢音は喉頭化音、すなわち放出音として実現される。ṣは通常破擦音 [t͡sʼ]になる。ḍ は起源的にアラビア語の ḍ および ẓ に対応するが、本来どのような音であったかは不明である。伝統的な読みではṣと同音になる。
ゲエズ語ではセム祖語の *p は f に変化しているが、そのほかにp, ṗがある。両者とも借用語（主にギリシア語からの）に現れるのが普通だが、固有語にも出現する。
歯擦音 ś は起源的にアラビア語の š [ʃ] に対応するが、伝統的には s と同音で発音される。
有声咽頭摩擦音 ʕ は、伝統的発音では ʔ と区別されない。ḫ ḥ も h になっている。
|            | 両唇音 唇歯音 | 歯音 歯茎音 | （不明） | 軟口蓋音 | 唇音化音 | 咽頭音 | 声門音 |
| ---------- | ------------- | ----------- | -------- | -------- | -------- | ------ | ------ |
| 無声破裂音 | p             | t           |          | k        | kʷ       |        | ʔ      |
| 有声破裂音 | b             | d           |          | g        | gʷ       |        |        |
| 放出音     | ṗ             | ṭ           |          | q        | qʷ       |        |        |
| 無声摩擦音 | f             | s           | ś        | ḫ        | ḫʷ       | ḥ      | h      |
| 有声摩擦音 |               | z           |          |          |          | ʕ      |        |
| 放出音     |               | ṣ           | ḍ        |          |          |        |        |
| 鼻音       | m             | n           |          |          |          |        |        |
| 流音       |               | r, l        |          |          |          |        |        |
| 接近音     |               | y           |          |          | w        |        |        |

母音は a i u e o ä ə の7種類がある。ə は中舌狭母音 [ɨ] である。
セム祖語との母音の対応は以下のようになる。
| セム祖語 | a | i | u | ā | ī | ū | ay | aw |
| ゲエズ語 | ä | ə | ə | a | i | u | e  | o  |

## 文法
名詞・形容詞・分詞は、性（男性・女性）、数（単数・複数）、格（主格・対格）で変化する。女性を表す語尾 -t は人や動物の女性形を作るためにときどき用いられる。複数形は接尾辞によって表される場合もあるが、多くの名詞では語幹が複雑に変化する。たとえば bet「家」の複数形は abyat になる。対格は -ä を接尾させることで表され、対格以外に連語形（他の名詞に修飾される形）としても使われる。ほかのセム語と同様、対格形は副詞を作るのにも使われる。形容詞は女性単数 -t、男性複数 -an、女性複数 -at を接尾する。
人称代名詞は人称、性（一人称以外）、数で変化する。一人称と二人称の代名詞はアラビア語のものによく似ているが、三人称は独特の形をしている。独立形のほかに接尾辞形があり、名詞について所有者を、動詞について目的語を表す。指示代名詞は近称と遠称があり、性・数・格で複雑に変化する。
修飾語は修飾される名詞に性・数・格を一致させるが、性についてはしばしば文法性よりも実際の性が優先され、無生物の性はしばしばあいまいである。
動詞は人称、性（一人称以外）、数で変化し、過去、非過去、要求法(jussive)および命令法の「時称」によって語幹が変化する（命令法と要求法の語幹は同じ）。過去では人称語尾が、非過去と要求法では人称接頭辞が加えられる。動詞の派生形としては使役形（アラビア語の第四形）、受動・反射形（アラビア語の第八形）、使役・受動形（アラビア語の第十形）がある。語幹の形として、A型・B型（動詞語根の第二子音を重複させる、アラビア語の第二形）・C型（第一子音の後の母音を長くする、アラビア語の第三形）が区別されるが、アラビア語と違ってこれらは派生動詞ではなく、語彙的にどの動詞語根がどの形を取るかが決まっている。否定は通常 i- を主動詞の前に置く。
「AはBである」というときは、繋辞のかわりに人称代名詞を使う（「A彼B」のような形になる）。現在時称以外では繋辞にあたる動詞 konä または hälläwä を使用する。存在を表す場合にも hälläwä を使うことができるが、bo / bottu（前置詞 bä- に三人称単数男性代名詞がついた形）と名詞を組み合わせて表現できる。bo の否定（「ない」）は albo である。前置詞 bä- は所有を表す表現でも広く使われ、「我々は本を持っている」は mäṣḥaf-ä bə-nä （文字どおりには「本を我々の中に」）と表現される。
通常の語順はVSO型で、動詞は主語や目的語に前置されるが、語順はかなり自由であり、主語を強調するためにSVOにしたり、動詞と目的語が緊密な関係にあるときにはVOSになったり、目的語が主題として動詞の前に置かれたりする。関係節の中では動詞が後置される傾向がある。名詞を別な名詞や形容詞・数詞・関係節が修飾するときは、原則として修飾語は被修飾語に後置されるが、逆の順序を取ることもある。

## 文字
ゲエズ文字は南アラビア文字から発展し、初期は子音だけを記していた。エザナ2世の後期になって突然母音記号が付加されたアブギダが使われるようになった。母音記号を加えない場合は暗黙の母音 ä [ə] が加わる。ほかの6種類の母音は記号を加えることによって表す。ゲエズ語には通常の子音が26種類、円唇化子音が4種類あり、前者には7種類の母音、後者には5種類の母音が後続するため、文字の数は 26x7 + 4x5 = 202種類になる。ゲエズ文字はゲエズ語をおおむねうまく表記できるが、強勢や長子音は表記されず、また子音 ə [ɨ] が後続する場合と母音が後続しない場合を区別することができない欠点がある。